# Моргантон (Північна Кароліна)
Моргантон (англ. Morganton) — місто (англ. city) в США, в окрузі Берк штату Північна Кароліна. Населення — 17 474 особи (2020).

## Географія
Моргантон розташований за координатами 35°44′27″ пн. ш. 81°42′1″ зх. д. / 35.74083° пн. ш. 81.70028° зх. д. (35.740771, -81.700297).  За даними Бюро перепису населення США в 2010 році місто мало площу 49,61 км², уся площа — суходіл.

## Демографія
Згідно з переписом 2010 року, у місті мешкало 16 918 осіб у 6641 домогосподарстві у складі 4061 родини. Густота населення становила 341 особа/км².  Було 7618 помешкань (154/км²).
Расовий склад населення:
| - 70,1 % — білих - 12,2 % — чорних або афроамериканців - 2,4 % — азіатів - 1,5 % — вихідців з тихоокеанських островів - 0,9 % — корінних американців - 10,2 % — осіб інших рас |

До двох чи більше рас належало 2,9 %. Частка іспаномовних становила 16,4 % від усіх жителів.
За віковим діапазоном населення розподілялося таким чином: 22,6 % — особи молодші 18 років, 59,2 % — особи у віці 18—64 років, 18,2 % — особи у віці 65 років та старші. Медіана віку мешканця становила 39,7 року. На 100 осіб жіночої статі у місті припадало 95,4 чоловіків;  на 100 жінок у віці від 18 років та старших — 91,7 чоловіків також старших 18 років.
Середній дохід на одне домашнє господарство  становив 52 915 доларів США (медіана — 36 906), а середній дохід на одну сім'ю — 65 625 доларів (медіана — 49 156). Медіана доходів становила 32 083 долари для чоловіків та 35 093 долари для жінок. За межею бідності перебувало 26,2 % осіб, у тому числі 45,1 % дітей у віці до 18 років та 10,6 % осіб у віці 65 років та старших.
Цивільне працевлаштоване населення становило 6094 особи. Основні галузі зайнятості: освіта, охорона здоров'я та соціальна допомога — 31,1 %, виробництво — 17,3 %, роздрібна торгівля — 9,0 %, публічна адміністрація — 7,7 %.